# Székely Gábor (rendező)
Székely Gábor (Jászberény, 1944. május 26. –) Kossuth-díjas magyar rendező, egyetemi tanár, érdemes és kiváló művész. A Budapesti Katona József Színház alapító, a Széchenyi Irodalmi és Művészeti Akadémia rendes tagja.

## Pályája
A főiskolát Major Tamás tanítványaként, 1968-ban végezte el. Vizsgarendezése alapján szerződtette Berényi Gábor a Szolnoki Szigligeti Színházhoz. Évfolyamtársához, Zsámbéki Gáborhoz hasonlóan fiatalon kap színház vezetői feladatot. A szolnoki társulatot újjáépítve szerződteti Szombathy Gyulát, Csomós Marit, Papp Zoltánt, Piróth Gyulát és másokat. Szolnokon és Kaposváron is szinte azonos időben mutatták be programadó darabjukat, a Sirályt. Ezt követően mindkét teátrumban a kritikai és a közönség által egyre inkább elfogadott, a magyar színházi nyelvet megújító munka folyt. Székely szolnoki munkásságában kiemelt szerep jutott Örkény Istvánnak. A rendező inspirálására készült színházi változat a Macskajátékból, amely eredetileg film forgatókönyv később regény alakban lett ismert. Sikeres munkássága elismeréseként többször kapott ajánlatot fővárosi színházaknál vezető beosztásra. A kiváló szellemű társulatot azonban nem akarta elhagyni. 1978-ban azonban elfogadta a Nemzeti Színház megreformálására történő invitálást. Zsámbéki Gábor valamint a társulataikban kitűnő több művész is lehetőséget kapott az ország első színházánál bizonyításra. Négy évi eredményes munka után azonban – a kialakult lehetetlen helyzetben – Zsámbékival önként távoztak a "Nemzetiből". Néhány hónappal később azonban lehetőséget kaptak egy önálló társulat megalakítására.
1989-ben távozott a „Katonából”. 1994-ben kap újra színház vezetői, szervezői feladatot. „Alapítója” az Új Színháznak, amelyet négy évvel később, a sokat bírált pályázati rendszer anomáliái miatt kénytelen elhagyni. Ezt követően művészi energiáinak nagy részét az utánpótlás nevelésére fordította. A főiskolán, később az egyetemen a ranglétrát végig járva a direktori székig jutott. Tanítványai közül számosan, a magyar színházi élet meghatározó művészei. 2020 júliusában az Innovációs és Technológiai Minisztérium bejelentette, hogy Vidnyánszky Attila rendező, a Nemzeti Színház főigazgatója lett a Színház- és Filmművészeti Egyetemet fenntartó alapítvány kuratóriumának elnöke. Ezt követően Székely Gábor 2020. augusztus 17-én (szeptember 1-i hatállyal) felmondott. Ennek okaként a kormány SZFE-t érintő kultúrpolitikai döntését jelölte meg, amivel kapcsolatban nyílt levelet tett közzé Vidnyánszky Attilának az egyetemet fenntartó alapítvány kinevezett kuratóriumi elnökének címezve, akit bocsánatkérésre szólított fel: „Súlyos tévedéseiért kérjen bocsánatot, vagy szégyellje magát!”.
Többször rendezett külföldön is, többek között: Prágában, Újvidéken, Helsinkiben valamint Stuttgartban.

## Státuszok
- A Szolnoki Szigligeti Színház főrendezője (1971–1978)
- A Szolnoki Szigligeti Színház igazgatója (1972-1978)
- A Nemzeti Színház főrendezője (1978-1982)
- A Budapesti Katona József Színház igazgató (1982–1989)
- Az Új Színház igazgatója (1994–1998)
- A Színház- és Filmművészeti Egyetem rektora (2001–2006)

## Fontosabb rendezései

### Színház
- Csehov:
  - Sirály (1971)
  - Három nővér
- Örkény István: 
  - Tóték
  - Kulcskeresők
  - Macskajáték

A színháztörténeti előadás színlapja: A bemutató dátuma: 1971. január 15.[forrás?]
Szereplők:
Erzsi: Hegedűs Ágnes, Giza: Koós Olga
Ilus: Bókai Mária, Józsi : Lukács József
Paula: Gyimesi Pálma, Egérke: Bodnár Erika
Csermlényi Viktor: Bángyörgyi Károly, Bruckner Adelaida: Kaszab Anna
Pincér: ifj. Tatár Endre
Dramaturg: Góhér István
Díszlet : Fehér Miklós, Jelmez: Jánoskuti Márta
Rendező: Székely Gábor
- Büchner: Woyzeck
- Miller: Bűnbeesés után
- O’Neill: Utazás az éjszakába
- Shakespeare:
  - Athéni Timon
  - Troilus és Cressida (1980)
  - Ahogy tetszik (1983)
  - Coriolanus
- Molière:
  - Mizantróp (1988)
  - Don Juan (1995)
- Bulgakov: Menekülés (1984)
- Füst Milán:
  - Boldogtalanok (1978); (1982)
  - Catullus (1987)
- Mrożek: Emigránsok (1980)
- Szuhovo-Kobilin: Tarelkin halála (1981)

### Rádiószínház
- Füst Milán: Catullus (1985)
- Jacques Audiberti: Terjed az igazság (1986)
- Spiró György: 
  - A hívás (1989)
  - Óvja Isten Angliát (1989)
  - A ház (1990)
- Mészöly Miklós: Bunker (1987)
- Németh Ákos: 
  - Lili Hofberg (1990)
  - Vörös bál (1992)
- Kányádi Sándor: Hang-játszma (1991)
- Szentkuthy Miklós: Dürer (1992)
- Tom Stoppard: Képek a régi Indiáról (1993)

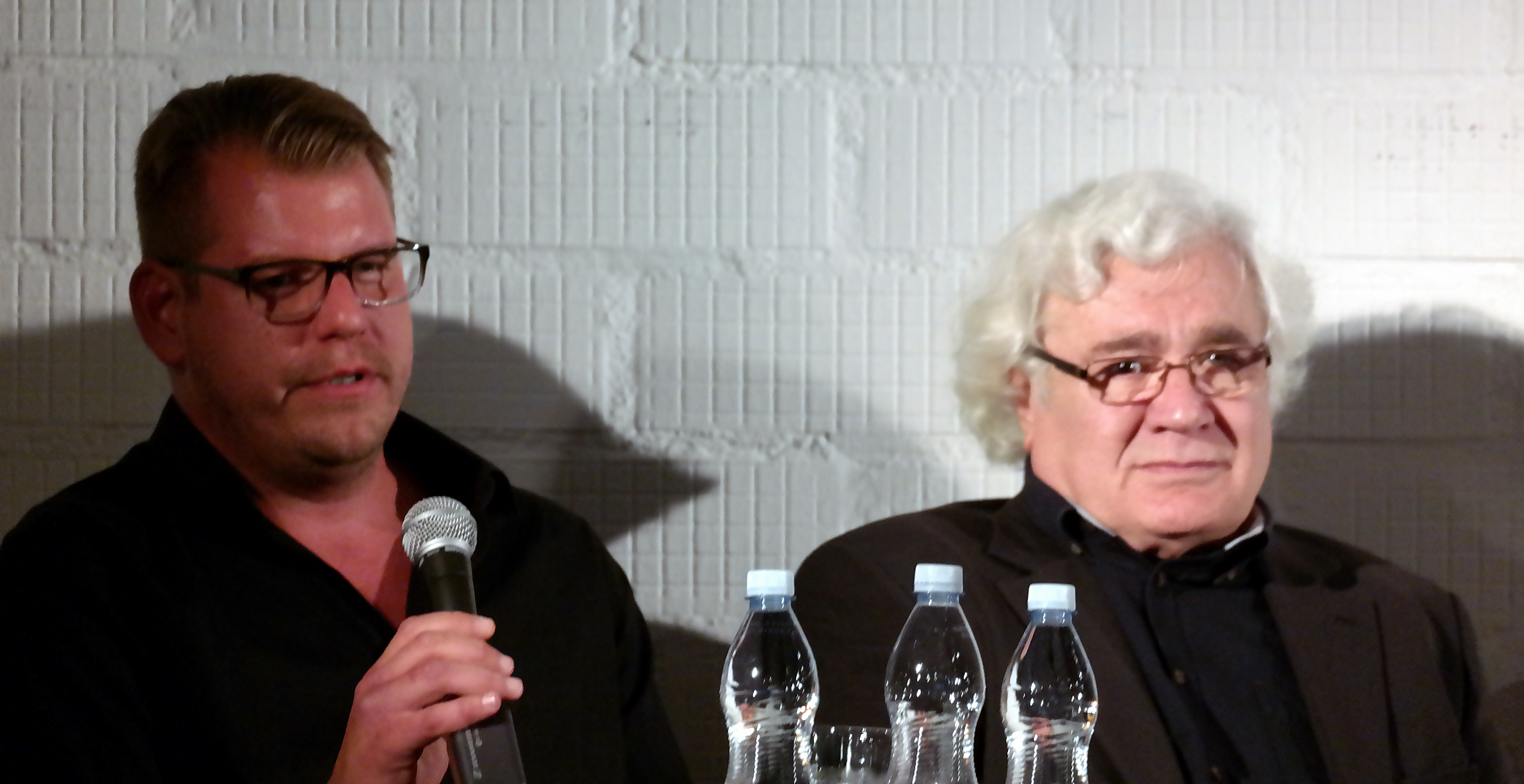
Bodó Viktorral a tanulmánykötet bemutatóján

## A második életmű – Székely Gábor és a színházcsinálás iskolája
2016. május 26-án mutatták be a címben jelzett könyvet. A mű Bodó Viktor kezdeményezése, Szerkesztők: Jákfalvi Magdolna, Nánay István és Sipos Balázs. A kötetben, közel félszáz tanítvány, munka-, alkotótárs emlékezése, elemzése olvasható. Idézet a szerkesztők előszavából:
„Székely Gábor második életműve színházpedagógiai alkotás. A színházcsinálás gyakorlatán túl a színházi gondolkodás és a beszédmód etikáját, esztétikáját és erotikáját, vagyis a közönséget formáló alapokat fogalmazza meg egyetemi szemeszterekre bontva. A kötet azt a folyamatot követi, ahogy a huszonévesekben rejlő készség személyes tapasztalattá művelődik, miközben a színházi szakma már művészként invitálja és készteti őket munkára és alkotásra.”

## Elismerései
- Jászai Mari-díj (1974)
- Érdemes művész (1978)
- Kritikusok díja
  - A legjobb előadás. (Bulgakov: Menekülés – 1984)
  - A legjobb rendezés. (Molière: Mizantróp – 1989)
  - Életműdíj (2016)
- Új magyar hangjáték díj. (1988, 1991)
- Kiváló művész (1986)
- Kossuth-díj (1988)
- Széchenyi Irodalmi és Művészeti Akadémia rendes tagja (1992)
- Különdíj – Új Színház (1998)
- Soros Alapítvány Alkotói díj (2001)
- Doctor Honoris Causa – Marosvásárhelyi Művészeti Egyetem (2001)
- Prima díj (2018)[5]

## Családja
Gyermekei: Veronika Orsolya (1974), Kristóf Gábor (1978), Angelika Eszter (1986).